# Joyce King

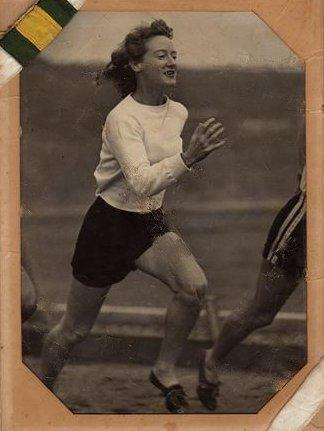
Joyce King

Joyce King (* 1. September 1920 in Sydney; † 10. Juni 2001) war eine australische Sprinterin.
1948 gewann sie bei den nationalen Meisterschaften Gold über 100 Yards und über 220 Yards. 
Bei den Olympischen Spielen 1948 in London gewann sie die Mannschafts-Silbermedaille in der 4-mal-100-Meter-Staffel zusammen mit ihren Teamkolleginnen Shirley Strickland, June Maston und Betty McKinnon, hinter dem Team der Niederlande (Gold) und vor dem Team aus Kanada (Bronze).